# Yūsuke Ōmi
Yūsuke Ōmi (近江 友介?, Ōmi Yūsuke; Tokyo, 26 dicembre 1946) è un ex calciatore giapponese, di ruolo attaccante.

## Carriera

### Club
Già studente dell'Università Hosei, dopo la laurea passò all'Hitachi, dove militò per quattro stagioni totalizzando 49 presenze e 8 reti in massima serie. Il suo palmarès include l'accoppiata campionato-coppa nazionale nella stagione 1972.

### Nazionale
Nel 1970 totalizzò cinque presenze e una rete in Nazionale maggiore, disputando tre incontri della Pestabola Merdeka e i due restanti valevoli per le qualificazioni per i VII Giochi asiatici.

## Statistiche

### Presenze e reti nei club
| Stagione | Squadra             | Campionato | Campionato | Campionato |
| Stagione | Squadra             | Comp       | Pres       | Reti       |
| -------- | ------------------- | ---------- | ---------- | ---------- |
| 1970     | Hitachi Head Office | JSL        | 14         | 3          |
| 1971     | Hitachi             | JSL        | 11         | 3          |
| 1972     | Hitachi             | JSL1       | 5          | 0          |
| 1973     | Hitachi             | JSL1       | 8          | 0          |
| 1974     | Hitachi             | JSL1       | 11         | 2          |
|          | Totale              |            | 49         | 8          |

### Cronologia presenze e reti in Nazionale
| Cronologia completa delle presenze e delle reti in nazionale ― Giappone | Cronologia completa delle presenze e delle reti in nazionale ― Giappone | Cronologia completa delle presenze e delle reti in nazionale ― Giappone | Cronologia completa delle presenze e delle reti in nazionale ― Giappone | Cronologia completa delle presenze e delle reti in nazionale ― Giappone | Cronologia completa delle presenze e delle reti in nazionale ― Giappone | Cronologia completa delle presenze e delle reti in nazionale ― Giappone | Cronologia completa delle presenze e delle reti in nazionale ― Giappone |
| Data                                                                    | Città                                                                   | In casa                                                                 | Risultato                                                               | Ospiti                                                                  | Competizione                                                            | Reti                                                                    | Note                                                                    |
| ----------------------------------------------------------------------- | ----------------------------------------------------------------------- | ----------------------------------------------------------------------- | ----------------------------------------------------------------------- | ----------------------------------------------------------------------- | ----------------------------------------------------------------------- | ----------------------------------------------------------------------- | ----------------------------------------------------------------------- |
| 04-08-1970                                                              | Kuala Lumpur                                                            | Thailandia                                                              | 0 – 0                                                                   | Giappone                                                                | Pestabola Merdeka                                                       | 0                                                                       | 80’                                                                     |
| 08-08-1970                                                              | Kuala Lumpur                                                            | Giappone                                                                | 4 – 3                                                                   | Indonesia                                                               | Pestabola Merdeka                                                       | 1                                                                       | 70’                                                                     |
| 10-08-1970                                                              | Kuala Lumpur                                                            | Singapore                                                               | 0 – 4                                                                   | Giappone                                                                | Pestabola Merdeka                                                       | 0                                                                       |                                                                         |
| 14-12-1970                                                              | Bangkok                                                                 | Giappone                                                                | 2 – 1                                                                   | Birmania                                                                | Qual. Giochi Asiatici                                                   | 0                                                                       |                                                                         |
| 16-12-1970                                                              | Bangkok                                                                 | Giappone                                                                | 2 – 1                                                                   | Indonesia                                                               | Qual. Giochi Asiatici                                                   | 0                                                                       |                                                                         |
| Totale                                                                  |                                                                         | Presenze                                                                | 5                                                                       |                                                                         | Reti                                                                    | 1                                                                       |                                                                         |

## Palmarès
- Japan Soccer League: 1

1972
- Coppa dell'Imperatore: 1

1972